# عبدالرحمان ابن امام
ابوزید، عبدالرحمان بن محمد تلمسانی شهرت‌یافته به ابن امام و همراه برادرش عبدالرحمان به اولادِ امام (؟- ۱۳۴۰م) فقیه مالکی و آموزگار الجزایری بود. زندگی‌نامه‌نویسان او را مشهورترین و بالاترین فقیه روزگار خود در مغرب دانسته‌اند. در برشک (قورایهٔ کنونی) زاده شد و در تونس درس خواند و سپس به الجزیره بازگشت. سلطان ابی‌حمّو موسی یکم برای او مدرسه‌ای ساخت تا در درس دهد. در تلمسان درگذشت. شرح اثر اوست. 